# Линди (регион)
Линди је један од 26 административних региона у Танзанији. Главни град региона се такође зове Линди.
Линди регион се граничи са регионима Пвани на северу, Морогоро на западу, Рувума на југозападу, and Мтвара на југу. На истоку регион изалази на Индијски океан. Велика површина у западном делу региона припада резервату Selous Game. Килва Кисивани је локалитет на листи Светске баштине који се налази у региону Линди. 
Према попису становништва из 2002. године, број становника у Линди региону је био 791 306.

## Дистрикти
Линди регион је подељен на шест административних дистрикта: 
- Ливале
- Килва
- Руангва
- Начингвеа
- Линди - рурални дистрикт
- Линди - урбни дистрикт